# South Salt Lake
South Salt Lake – miasto w Stanach Zjednoczonych, w stanie Utah, w hrabstwie Salt Lake.